# カビンダ (コンゴ民主共和国)
座標: 南緯6度07分48秒 東経24度28分48秒 / 南緯6.13000度 東経24.48000度
カビンダ(Kabinda)は、コンゴ民主共和国南東部のロマミ州の州都。
2012年の人口は21万9154人。

## 交通
- ツンタ空港（英語版）

## 宗教
- カトリックカビンダ司教区（英語版）

## 歴史
1998年～2003年の第二次コンゴ戦争の中で、ダイアモンドを産出する西のムブジマイを目指すルワンダ反政府軍とコンゴ軍の間で激しい戦闘になり、都市は壊滅した。
その後2年に渡ってルワンダ人に包囲されたが、現在は政府の統治が及んでいる。

## 人口
- 1984年7月1日：2万4789人
- 2004年7月1日：12万6723人[3]
- 2012年：21万9154人